# Il disco finto
Il disco finto è il secondo album in studio del gruppo musicale italiano Two Fingerz, pubblicato il 20 novembre 2009 dalla Karmadillo Studio Concept Factory.

## Il disco
L'album è stato reso disponibile per il download gratuito dal duo attraverso il proprio sito ufficiale come anticipazione al successivo disco Il disco nuovo/Il disco volante.

## Tracce
Musiche di Riccardo Garifo, eccetto dove indicato.
1. Numero 1 (testo: Daniele Lazzarin)
2. Due (feat. Big Fish) (testo: Daniele Lazzarin – musica: Riccardo Garifo, Massimiliano Dagani)
3. Mi reinvento (feat. Ghemon) (testo: Daniele Lazzarin, Giovanni Luca Picariello)
4. Fiori nei cannoni (feat. Dargen D'Amico & Sewit Villa) (testo: Daniele Lazzarin, Jacopo D'Amico)
5. Finto (feat. Nesli) (testo: Daniele Lazzarin, Francesco Tarducci)
6. Pensare meno (feat. Ensi) (testo: Daniele Lazzarin, Jari Vella)
7. Deluso (feat. Mondo Marcio) (testo: Daniele Lazzarin, Gianmarco Marcello)
8. Cioccolato (feat. Vacca) (testo: Daniele Lazzarin, Alessandro Vacca)
9. Quello buono (feat. Amir) (testo: Daniele Lazzarin, Amir Issaa)
10. Straparlo (feat. Vacca) (testo: Daniele Lazzarin, Alessandro Vacca)
11. Senza alcuna pietà (feat. Vacca) (testo: Daniele Lazzarin, Alessandro Vacca)
12. Sassi dal cavalcavia (feat. Dargen D'Amico & Vacca) (testo: Daniele Lazzarin, Jacopo D'Amico, Alessandro Vacca)